# Sicorace (astronomia)

Animazione dell'orbita di Sicorace attorno a Urano.
Urano·
Sicorace·
Francisco·
Calibano·
Stefano·
Trinculo

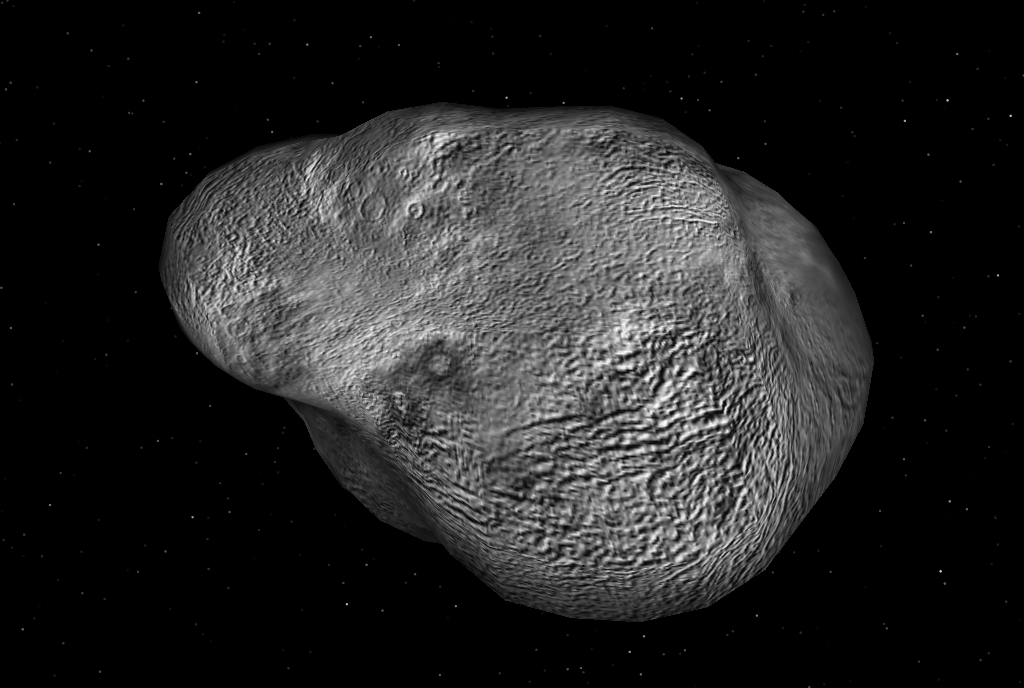
Rappresentazione artistica di Sicorace.

Sicorace è il più grande satellite naturale irregolare di Urano.

## Scoperta
La sua scoperta risale al 6 settembre 1997, ad opera di un team di astronomi guidato da Philip Nicholson e composto da Brett Gladman, Joseph Burns e John Kavelaars. Gli stessi astronomi, utilizzando il telescopio Hale da 200 pollici, scoprirono allo stesso tempo Calibano, un altro satellite uraniano.
Al satellite fu inizialmente attribuita la designazione provvisoria S/1997 U 2. Successivamente l'Unione Astronomica Internazionale lo denominò Sicorace, la madre di Calibano ne La tempesta, nota commedia di William Shakespeare.

## Parametri orbitali
Sicorace orbita molto lontano da Urano, a una distanza oltre 20 volte maggiore di Oberon, il satellite regolare più esterno. L'orbita è retrograda, con una moderata inclinazione e eccentricità.
I parametri orbitali suggeriscono l'appartenenza, assieme a Setebos e Prospero, allo stesso gruppo, con una possibile origine comune.

## Caratteristiche fisiche
In base ai valori di emissione termica registrati dai telescopi spaziali Spitzer e Herschel, il diametro di Sicorace è stimato in 165 km. Questo valore lo rende il più grande dei satelliti irregolari di Saturno, comparabile in dimensione a Puck e Himalia, il maggiore satellite irregolare di Giove.
Nello spettro visibile, il satellite appare di colore rosso chiaro, con indice di colore B–V = 0,87 V–R = 0,44, B–V = 0,78 ± 0,02 V–R = 0,62 ± 0,01, B–V = 0.839 ± 0.014 V–R = 0.531 ± 0.005, cioè più rosso di Imalia, ma meno della maggior parte degli oggetti della fascia di Kuiper. Nel vicino infrarosso, lo spettro è più spostato verso frequenze maggiori (bluastre) tra 0,8 e 1,25 μm mentre diventa neutro a lunghezze d'onda maggiori.
Il periodo di rotazione di Sicorace è stimato in circa 6,9 ore. La rotazione provoca periodiche variazioni della magnitudine con un'ampiezza di 0,12. L'asse di rotazione non è noto, anche se le misure della curva di luce sembrano indicare una configurazione quasi equatoriale. In questo caso Sicorace avrebbe una (ascensione retta) rispetto al Polo Nord di circa 356° e una declinazione di 45°.

## Origine
Si ritiene che Sicorace sia un oggetto catturato, cioè non formatosi nel disco di accrescimento che contornava Urano all'inizio della sua formazione. Il meccanismo di cattura non è però stato identificato. Possibili meccanismi includono la concentrazione di gas nel disco protoplanetario, interazioni tra molti corpi  e la cattura durante la fase di rapida crescita della massa di Urano, chiamata pull-down.

## Superficie
La superficie di Sicorace appare composta, con tutta probabilità, principalmente di roccia e ghiaccio. Il suo colore rossastro, particolarmente inusuale, suggerisce che potrebbe probabilmente trattarsi di un corpo proveniente dalla fascia di Kuiper, catturato in un secondo momento dall'attrazione gravitazionale uraniana.